# Adolphe David
Adolphe David (Nantes, 17 oktober 1842 – onbekend, 24 juni 1897) was een Frans componist.
Adolphe Jacob Isaac David schijnt volgens zijn muziekuitgever Heugel in Davids necrologie zeer bescheiden te zijn geweest. Er is dan ook nauwelijks iets over hem bekend. Hij gaf enige tijd les in Nancy en leefde in Nice. Zijn belangrijkste bijdrage aan de muziek zou zijn de operette Diane de Spaar met een libretto van Armand Silvestre; met uitvoeringen vanaf 3 december 1887 in het Le Grand-Théâtre de Nantes. Het haalde de Britse pers. Daarnaast schreef hij ook een behoorlijk aantal werkjes voor piano solo, waarvan La Pluie (Regen) enige bekendheid kreeg. Volgens de Bibliothèque nationale de France heeft hij circa 200 werkjes voor piano geschreven, maar slechts een gedeelte daarvan zijn terug te vinden.

## Werken[2]
- opus 1-10: onbekend
- opus 11: La régente (opgedragen aan La duchesse de la Torre)
- opus 12: Boléro fanfare (opgedragen aan La comtesse de Franqueville)
- opus 13: Sur la falaise
- opus 14: Mazurk des patineurs (opgedragen aan Marguerite Magen)
- opus 15: La capricciosa (opgedragen aan vriend Ach. Lemoine, de muziekuitgeverij)
- opus 16: Chanson d’autrefois
- opus 17: La reine de prés (opgedragen aan la comtesse Julie Samoyloff Pahlen)
- opus 18: Pompadour-mazurk (opgedragen aan Marie Dumesnil)
- opus 19: Christmas-polka (opgedragen aan de leerlingen van Blanford House in Reading
- opus 20: A toute bride (opgedragen aan Eugenio s. Maliano)
- opus 21: Reverie (opgedragen aan zijn uitgever)
- opus 22: Mazurka originale
- opus 23: Reverie oriëntale
- opus 24: Seconde nocturne
- opus 25: Oeillet Blanc (opgedragen aan Jeanne Evette)
- opus 26: Ah! Vous dirai-je maman
- opus 27: La pluie
- opus 28: Élégie (alleen piano, maar met een versie voor piano en viool; opgedragen aan Marie Evette)
- opus 29: Bapteme des cloches
- opus 30: Nuit d’orient
- opus 31: Souvenance, mélodie pour piano
- opus 32: Siz pensées musicales (La danseuse, Pastorale, L’attente, Air Anoien, Chant rustique, La cinquantaine)(opgedragen aan Lydie d’Esmenard)
- opus 33: Mouche et bourdon (opgedragen aan Theobald Walsh)
- opus 34: Marche japonaise (opgedragen aan monsieur Bing)
- opus 35: Le beau temps (opgedragen aan zijn zuster Rose David)
- opus 36: Nocturne sur la romance de l’opera Les moustequetaires de la reine (opgedragen aan Ch. Neustedt)
- opus 37: Chanson espagnole (aan zijn leerlinge Julie Damon)
- opus 39: Souvenir villageois (opgedragen aan Emile Artaud)
- opus 40: Tarentelle (opgedragen aan Viard Louis)
- opus 42: Agitation (opgedragen aan Octave d’Havernas)
- opus 44: Impromptu-caprice
- opus 45: Fantaisie-gavotte
- opus 46: Mache chevaleresque
- opus 47: Chant du lansquenet voor piano werd zelfs uitgegeven in Noorwegen door Warmuth Musikforlag
- opus 48: Marche nationale
- opus 49: Fantasca caprice-vals pour piano
- opus 50: La fleur et l’oiseau; idylle pour pinao
- opus 51: L’improvisée; valse de salon
- opus 52: La joyeuse, valse pour piano
- opus 53: Ronde des Pifferari
- opus 54: La villegeoise; caprice champêtre
- opus 55: Marche Turque
- opus 56: Souvenir de Seebourg (Lucerne)
- opus 57: Réveil de la danseuse (balletmuziek)
- opus 58: Légende: caprice mystique
- opus 59: Ronde des folies, piece caractéristiques
- opus 60: Dialogue d’oiseaux
- opus 61: Valse naïve
- opus 62: Rondes des Mousquetaires
- opus 63: Symphonie de La Tour Eiffel (transcriptie voor piano)
- opus 64: La Vivandière pas redouble
- opus 65: A minuit, chanson de corps de garde
- opus 66: Grande marche religieuse des chevaliers de Munt St-Michel
- opus 67: Les nymphes
- opus 68: Caprice pour piano
- opus 69: Larmes et douleur
- opus 70: Tableau musical, naar De bruiloft te Kana van Paolo Veronese[3]
- opus 71: La folle, caprice pour piano
- opus 72: Marche de finçailles
- opus 73: Menuet du roy
- opus 74: onbekend
- opus 75: Chant du forgeron
- opus 76: Le joueur de cornemuse
- opus 77: Les Mandolinistes
- opus 78: Le rêve de la marquise
- opus 79: Murmures des sources (1897)
- Marche théatrale (opgedragen aan madame de Lépine)
- Statue du commandeur, pantomimeballet (1892, opgedragen aan Eugene Larcher; uitgevoerd 10 februari 1892 )
- Murmure d’amour, souvenir de Nice (1896)
- Petite valse Alsachienne
- Le Petit musicien Italien
- Six petites fantaisies tres faciles pour le piano
- Ma premier valse, bluette enfantine pour le piano
- Air ancien

- Biblioteca Nacional de España: XX976959
- Bibliothèque nationale de France: cb148201014 (data)
- Gemeinsame Normdatei: 1050252225
- International Standard Name Identifier: 0000 0000 5952 7406
- Library of Congress Control Number: n97874381
- Nederlandse Thesaurus van Auteursnamen: 148678394
- Système universitaire de documentation: 12626760X
- Virtual International Authority File: 17490153
- WorldCat: E39PBJx8Kj89PmWxh94g8whJXd